# Haurum Sogn
Haurum Sogn er et sogn i Favrskov Provsti (Århus Stift). Sognet omgives af sognene Sall, Thorsø, Aidt, Houlbjerg, Granslev, Skjød og Hammel.
I 1812 blev Sall Sogn anneks til Haurum Sogn, der til gengæld afgav Søby Sogn som anneks til Hammel Sogn.
Både Haurum Sogn og Sall Sogn hørte til Houlbjerg Herred i Viborg Amt. Haurum-Sall sognekommune blev ved kommunalreformen i 1970 indlemmet i Hammel Kommune, som ved strukturreformen i 2007 indgik i Favrskov Kommune.
I Haurum Sogn ligger Haurum Kirke.
I sognet findes følgende autoriserede stednavne:
- Frijsendal (ejerlav, landbrugsejendom)
- Frijsendal Mark (bebyggelse)
- Haurum (bebyggelse, ejerlav)
- Haurum Mark (bebyggelse)
- Haurum Skov (areal)
- Njær Mark (bebyggelse)
- Snorom (landbrugsejendom på Frijsendal Mark)